# Glaciärtangara
Glaciärtangara (Idiopsar speculifer) är en fågel i familjen tangaror inom ordningen tättingar. Den förekommer på mycket hög höjd i Anderna i Sydamerika. Där kan den unikt för fåglar häcka i glaciärer, därav namnet. Beståndet anses vara livskraftigt.

## Utseende
Glaciärtangaran är en knubbig finkliknande tangara som ser ut att sakna hals. Fjäderdräkten är genomgående blågrå med stora vita halvmånar under ögat. På vingen har den en stor vit fläck som syns väl i flykten men kan döljas på sittande fågel.

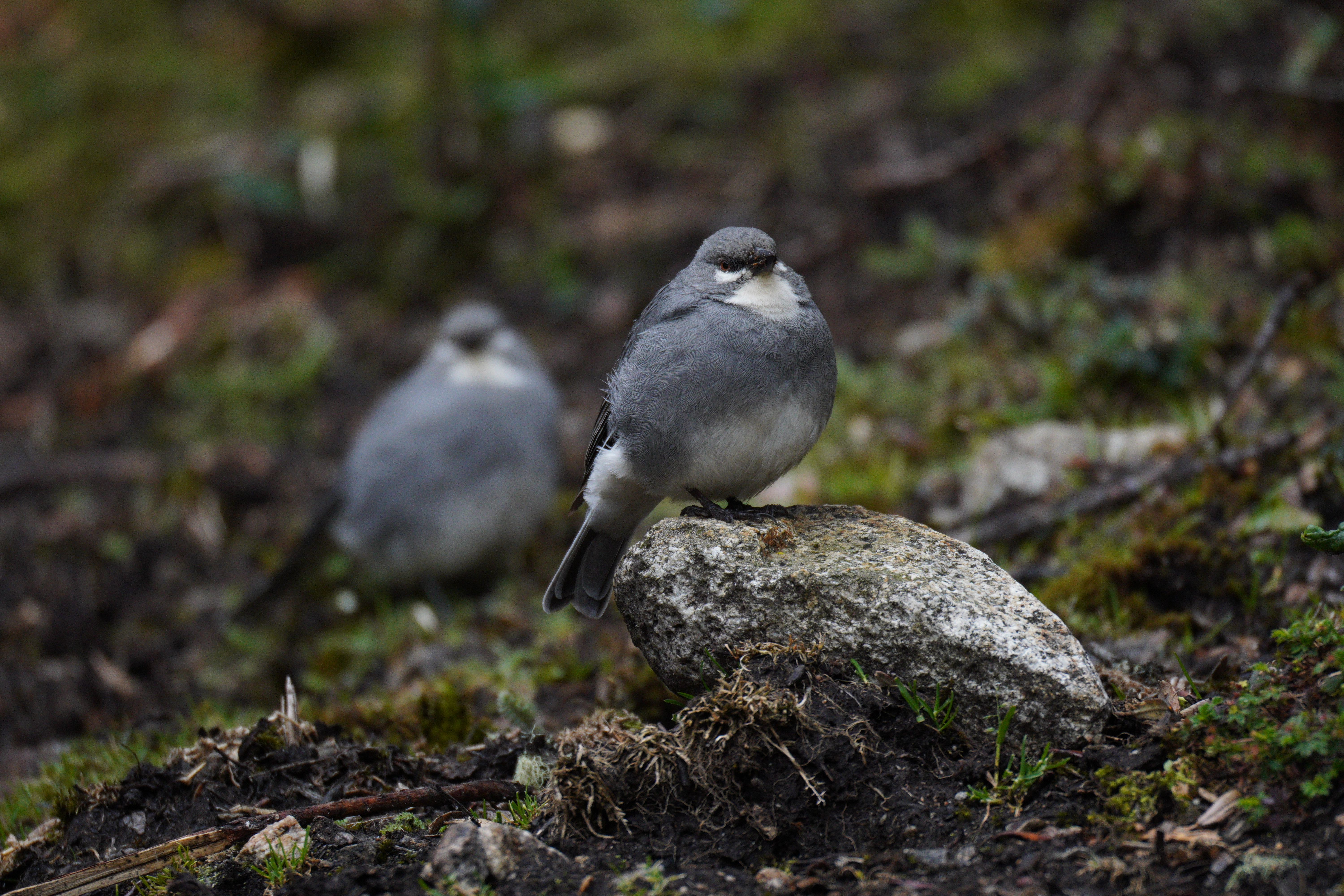

## Utbredning och systematik
Glaciärtangaran förekommer i Anderna i Sydamerika. Den delas in i två underarter med följande utbredning:
- Idiopsar speculifer magnirostris – förekommer i centrala Peru (Ancash och Junín)
- Idiopsar speculifer speculifer – förekommer från södra Peru till norra Chile, nordvästra Bolivia och nordvästra Argentina

### Släktestillhörighet
Tidigare placerades glaciärtangaran tillsammans med diucatangaran i släktet Diuca. DNA-studier visar dock att arterna endast är avlägset släkt och att glaciärtangaran snarare står nära talustangaran. Den förs därför numera allt oftare till talustangarans släkte Idiopsar eller till det egna släktet Chionodacryon.

### Familjetillhörighet
Liksom andra finkliknande tangaror placerades denna art tidigare i familjen Emberizidae. Genetiska studier visar dock att den är en del av tangarorna.

## Levnadssätt
Glaciärtangaran hittas på mycket höjd höjd kring myrar eller intilliggande steniga slutningar. Den ses i par eller smågrupper, födosökande på marken. Glaciärtangaran gör själv för sitt namn; den är än så länge enda fågelarten som konstaterats häcka i glaciärer.

## Status
Arten har ett stort utbredningsområde och beståndet anses stabilt. Internationella naturvårdsunionen IUCN listar den därför som livskraftig (LC).